# 中国冰川目录
《中国冰川目录》是中国第一部完整记录中国冰川的专业书籍；为16开版本，共分12卷，每卷有分册；其编辑方式依照国际冰雪委员会标准编写。主编为沈永平，参与着共计数十位专家。自1979年中国开始资料收集整理，2002年完成第十二卷的的出版。内容包括中国所有冰川进行分区即祁连山、阿尔泰山、天山、帕米尔山、喀喇昆仑山、昆仑山、青藏高原内陆水系、长江水系、澜沧江流域、怒江流域，以及中国境内的印度河水系和恒河水系。主要包括冰川目录登记表、中小比例尺冰川分布图、冰川分布规律分析和有关说明等。

## 资料来源
- 主要根据中国国家地理杂志2005年第九期（总第539期）《西藏专辑》相关资料整理。
- 参见：中国科学院资源环境科学数据中心网站。